# Корроди, Герман Давид Саломон
Герман Давид Саломон Корроди (итал. Hermann David Salomon Corrodi; 23 июля 1844, Фраскати, Папская область — 30 января 1905, Рим, Королевство Италия) — итальянский художник, пейзажист и ориенталист, график. Сын и ученик художника Саломона Корроди, представитель династии Корроди — швейцарско-итальянских художников, печатников и преподавателей живописи.

## Биография
Герман Давид Саломон Корроди родился во Фраскати. Первые уроки живописи брал у своего отца Саломона Корроди — признанного мастера пейзажа, профессора и почетного члена Академии изящных искусств в Риме. Затем в 1860 году, вместе со своим младшим братом Арнольдом Корроди (Arnold Corrodi), продолжил обучение в Женеве под руководством Александра Калама. После Швейцарии, в 1866 году снова вернулся в Рим для продолжения творческой практики у своего отца, который преподавал в Академии Святого Луки. В 1872 году завершает свое обучение в Париже, где встречается и берет уроки у Жан-Леон Жерома и Жан Луи Эрнеста Мейссонье.
В 1872 году познакомился с британским живописцем Лоуренсом Альма-Тадема, по инициативе которого был приглашен в Лондон и представлен королевской семье. Работы Корроди были тепло приняты при дворе королевы Виктории, ставшей личным другом художника. Также поддерживал отношения с императором Германии Вильгельмом II и многими другими представителями европейских правящих родов и аристократии, которые очень часто были заказчиками и покупателями работ живописца.
В 1873 году он был удостоен золотой медали на Всемирной выставке в Вене (1873 Vienna World's Fair).
В 1874 году, после смерти брата Арнольда временно прекратил рисовать, но возобновил работу в 1876 году.
Картины и рисунки Германа Корроди 1860-х −1870-х годов — это, в основном, академические пейзажи, выполненные в результате путешествий художника по странам Европы: от Великобритании до Турции. В это время живописец предпочитает работать в летние месяцы в Гамбурге и Баден-Бадене, а зимой возвращаться в Рим.
Зимой 1876 года более чем на год отправляется в свое первое путешествие в Египет. Это путешествие стало для художника новым источником вдохновения, и впоследствии он ещё неоднократно посещал Египет и другие страны Ближнего Востока. Удивительная способность Корроди запечатлеть на холсте живую и шумную атмосферу повседневной жизни на восточных базарах, рынках и улицах сделала его ориенталистские картины одними из самых востребованных на европейском континенте. Каролин Джулер писала о манере Корроди: «его техника примечательна сдержанными и тщательно проработанными градациями цвета, игрой света и тени, а также вдохновляющими сюжетами, столь же абстрактными, сколь и повествовательными».
В 1881 году работа «Буря в пустыне. Египет» была представлена в лондонской Королевской академии художеств.
В 1893 году он был удостоен звания «Accademico di Merito» (Почетный академик) в Академии Святого Луки, где долгое время преподавал. Продолжал писать в своей мастерской в Риме, вдохновляясь набросками и этюдами, накопленными во время многочисленных путешествий по Европе и Ближнему Востоку, а также используя восточные артефакты, которые привозил с собой. Выставлялся в Лондоне, Риме, Вене, Париже (в том числе на Всемирной выставке 1900 года).
Скончался в Риме 30 января 1905 года, не оставив потомков.
Картины Германа Корроди находятся в собраниях Frye Art Museum в Сиэтле, Dahesh Museum of Art в Нью-Йорке, Национального музея Катара, Музея Рима в Трастевере, многочисленных частных коллекциях.

## Галерея

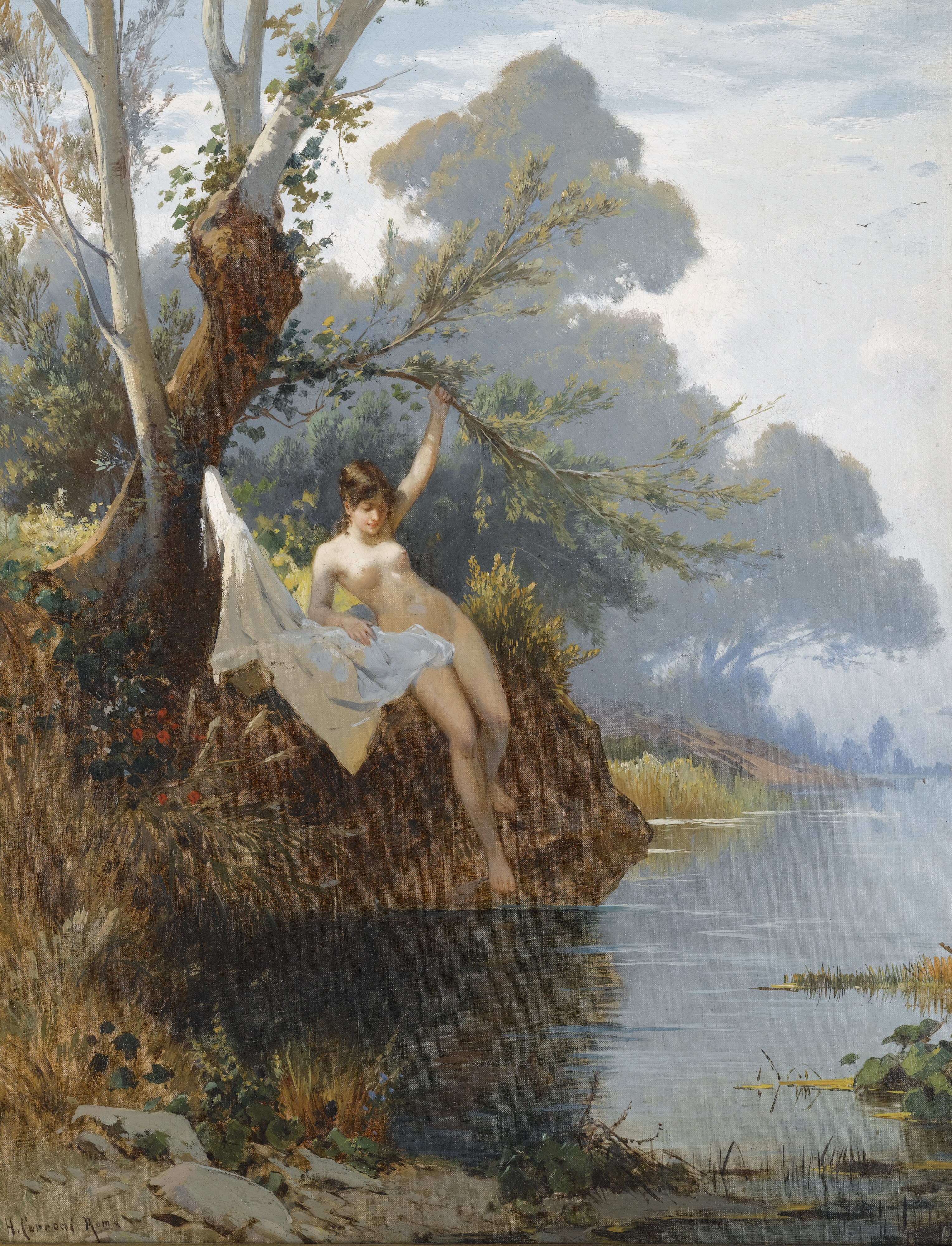
На берегу реки
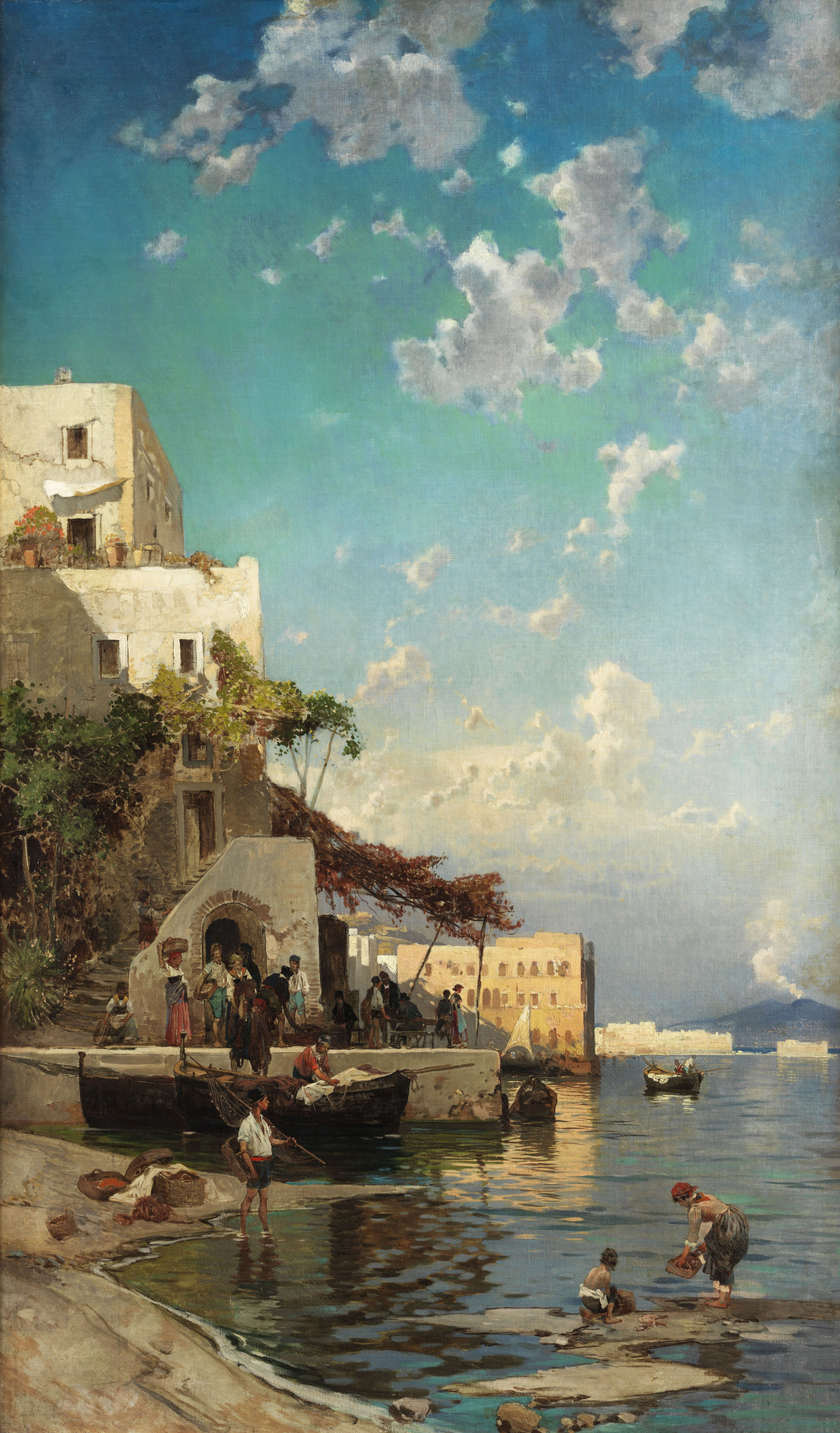
Вечерняя встреча рыбаков в таверне Мерджеллина под Неаполем
Один из этюдов (скетчей) из европейских путешествий 1860-70-хх годов. Вероятно, Балканы
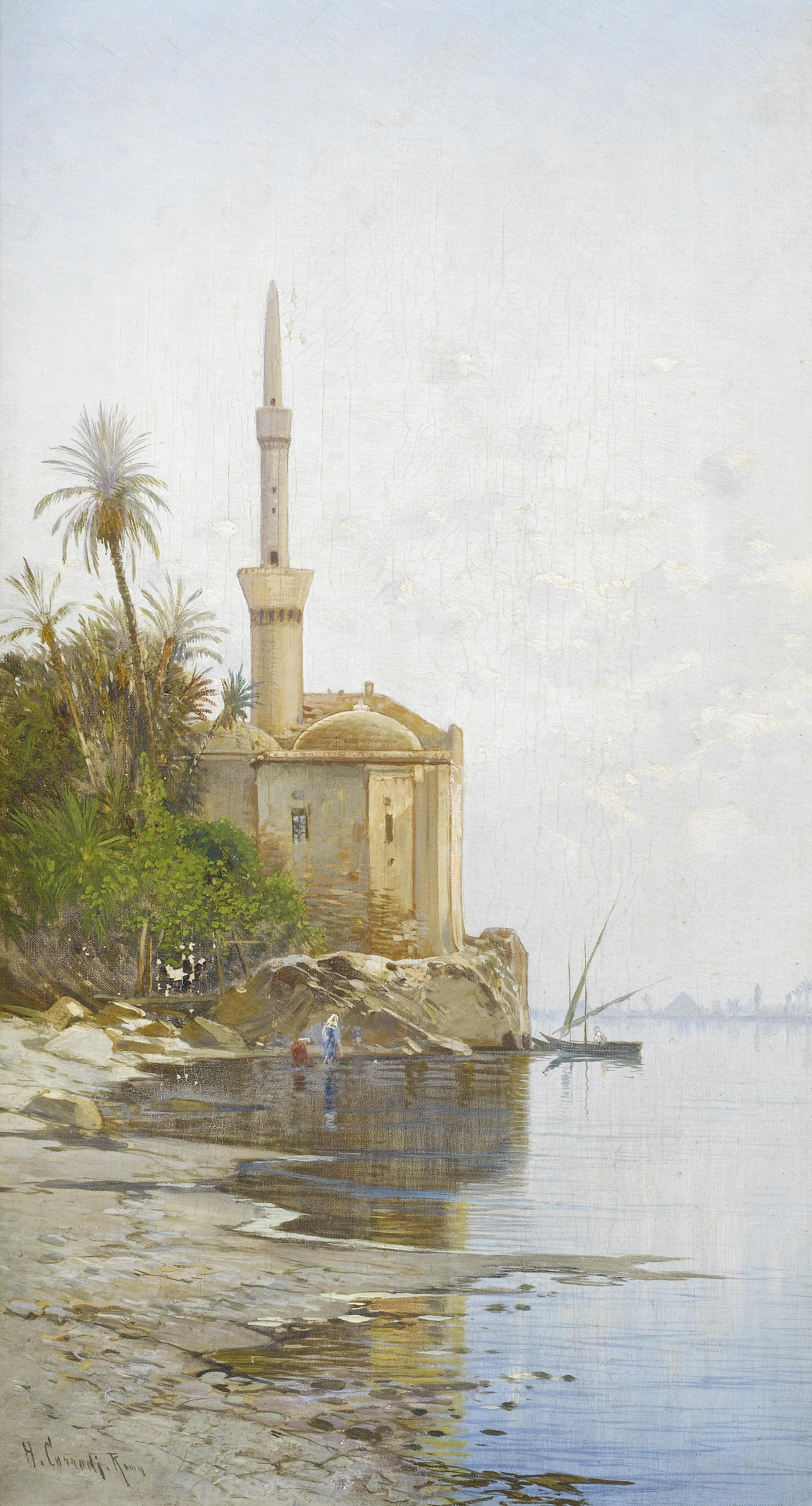
На берегах Нила
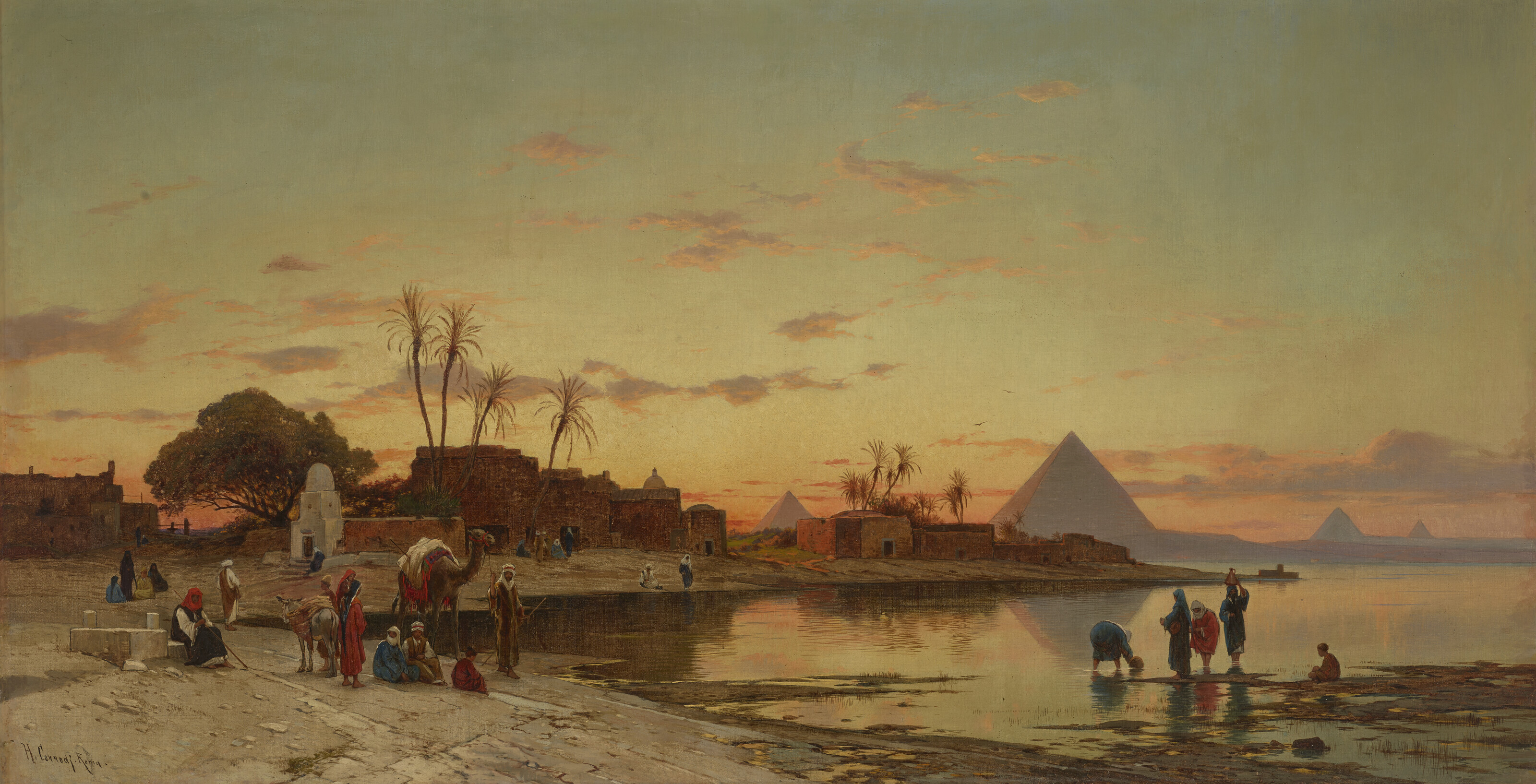
На берегах Нила
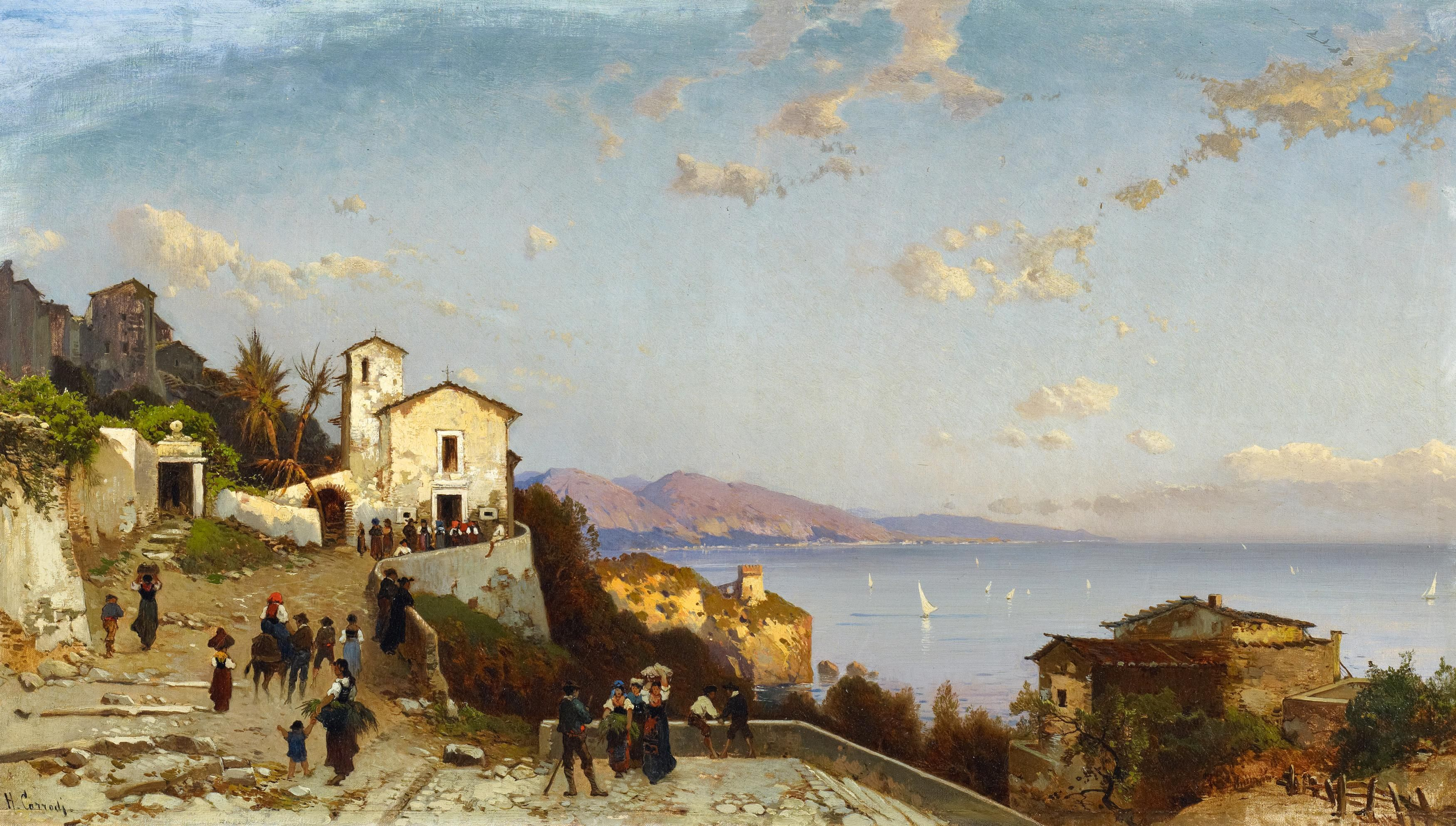
Горная деревня на побережье Лигурии
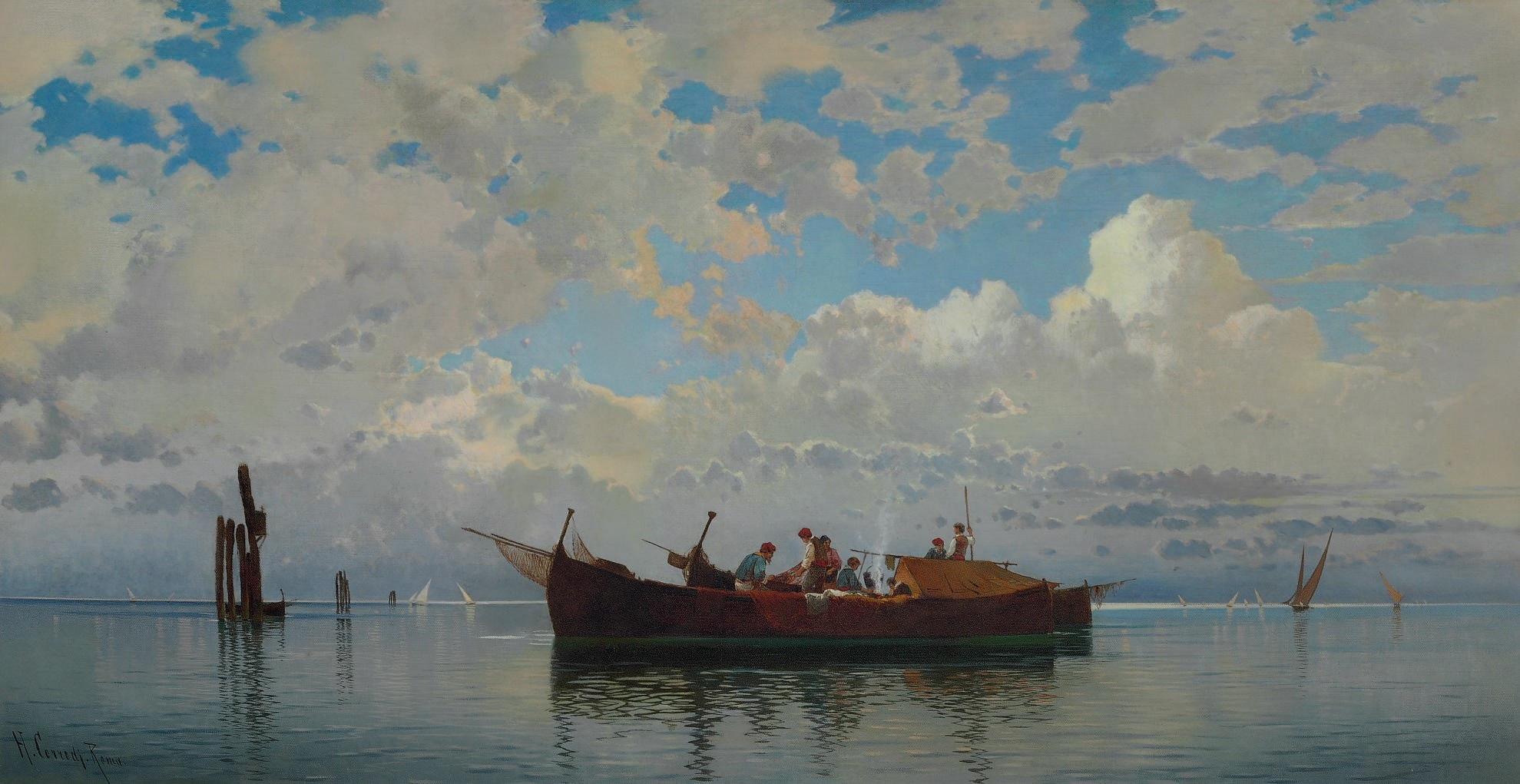
Рыбацкая лодка в лагуне Венеции
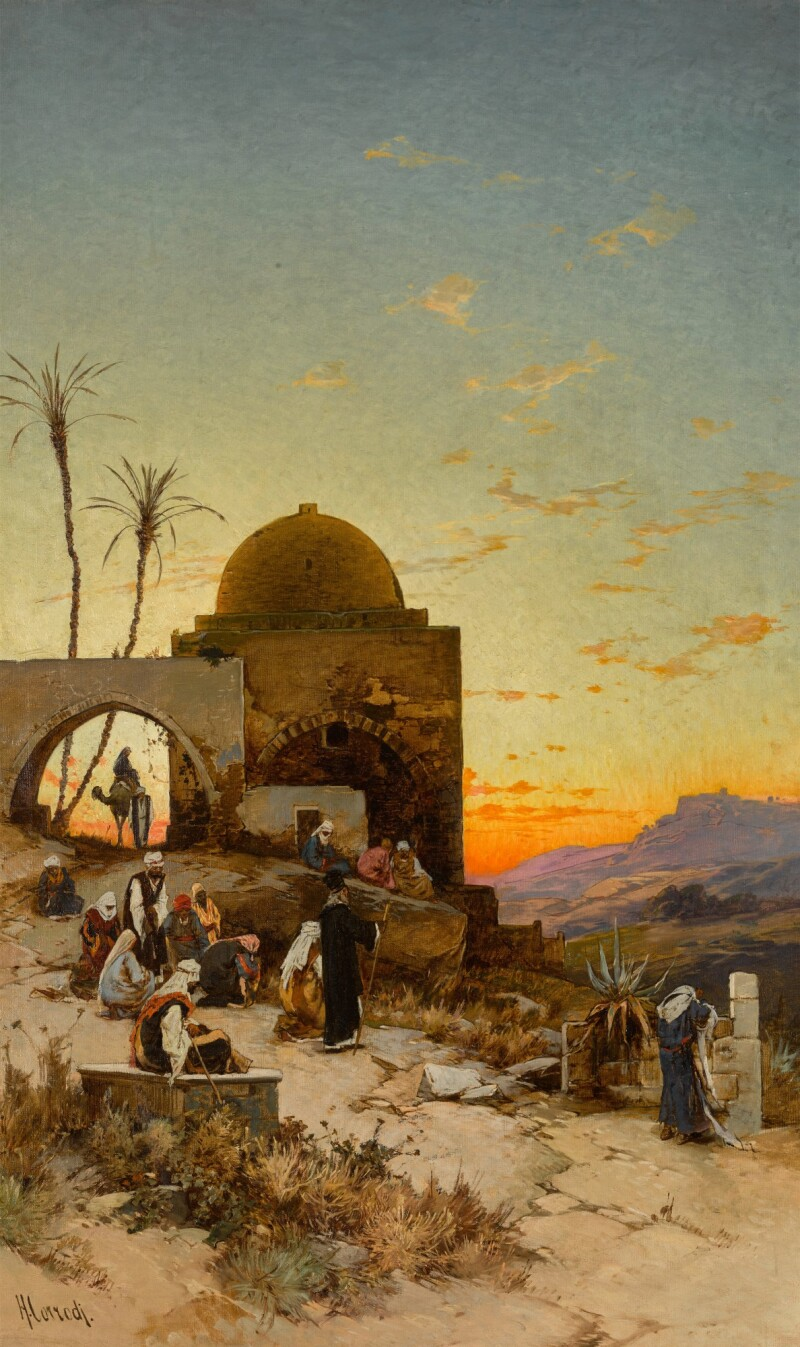
Вечерние молитвы под Иерусалимом
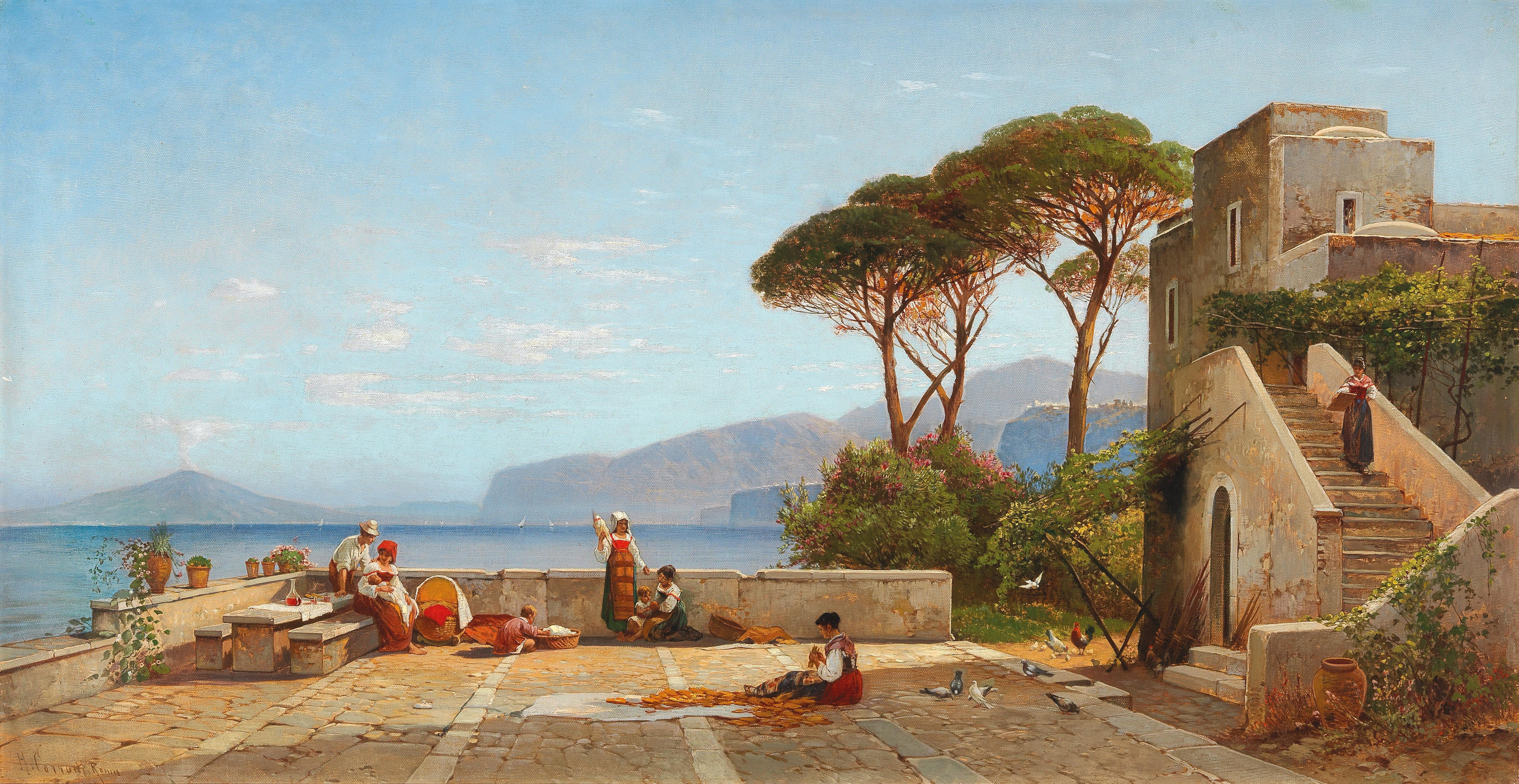
Терраса на Капри
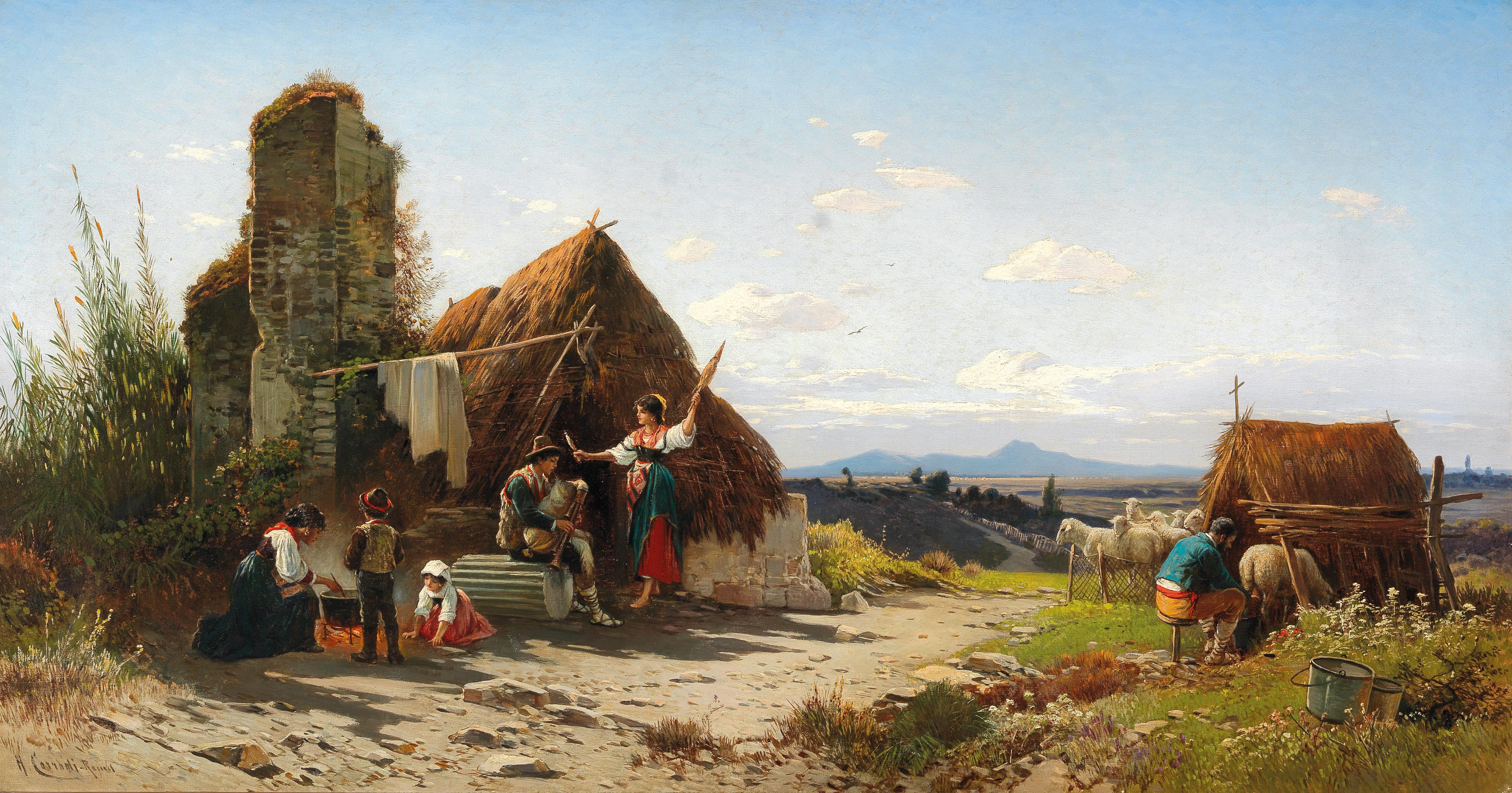
Сцена из жизни в провинции Кампанья
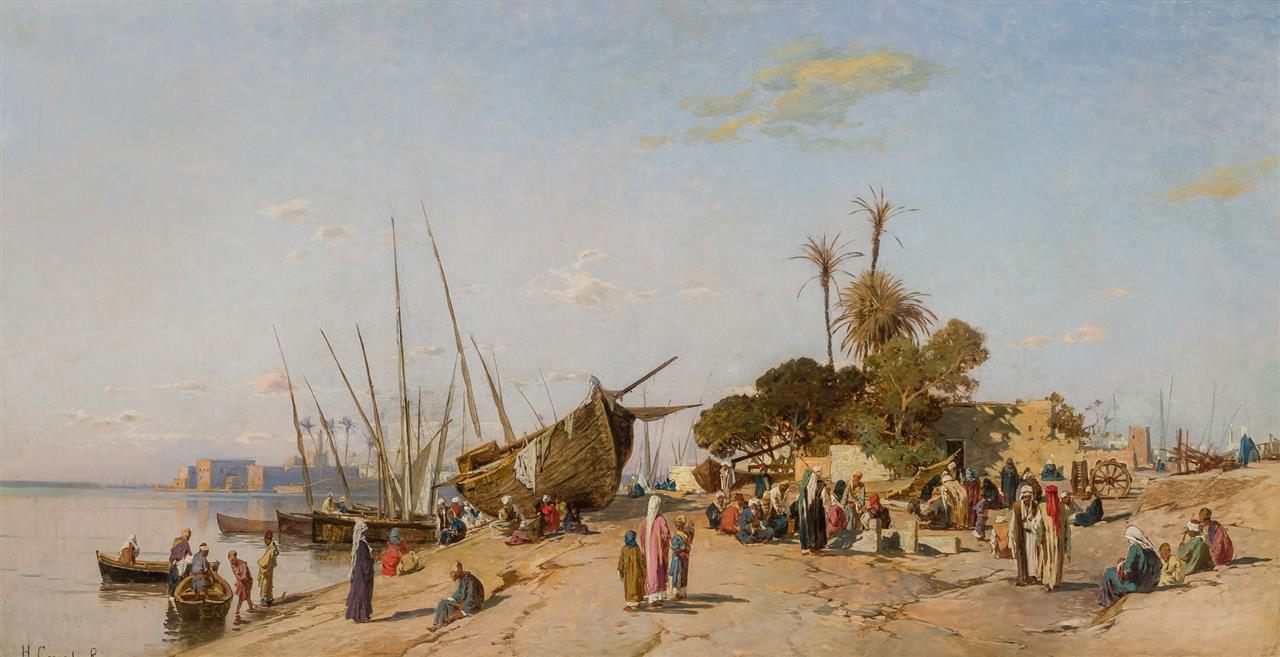
Прибытие в порт
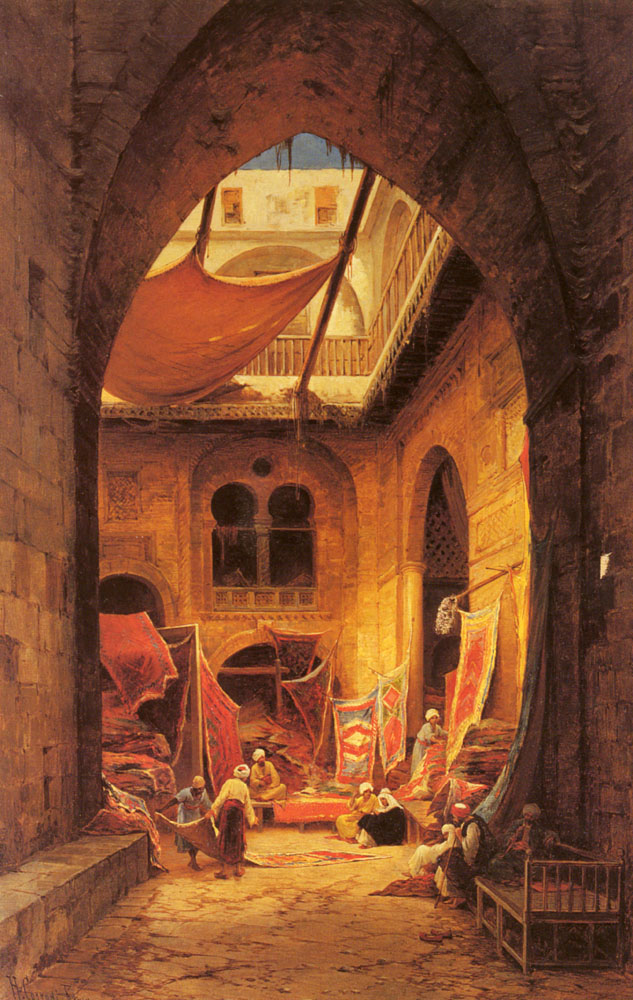
Продавец ковров
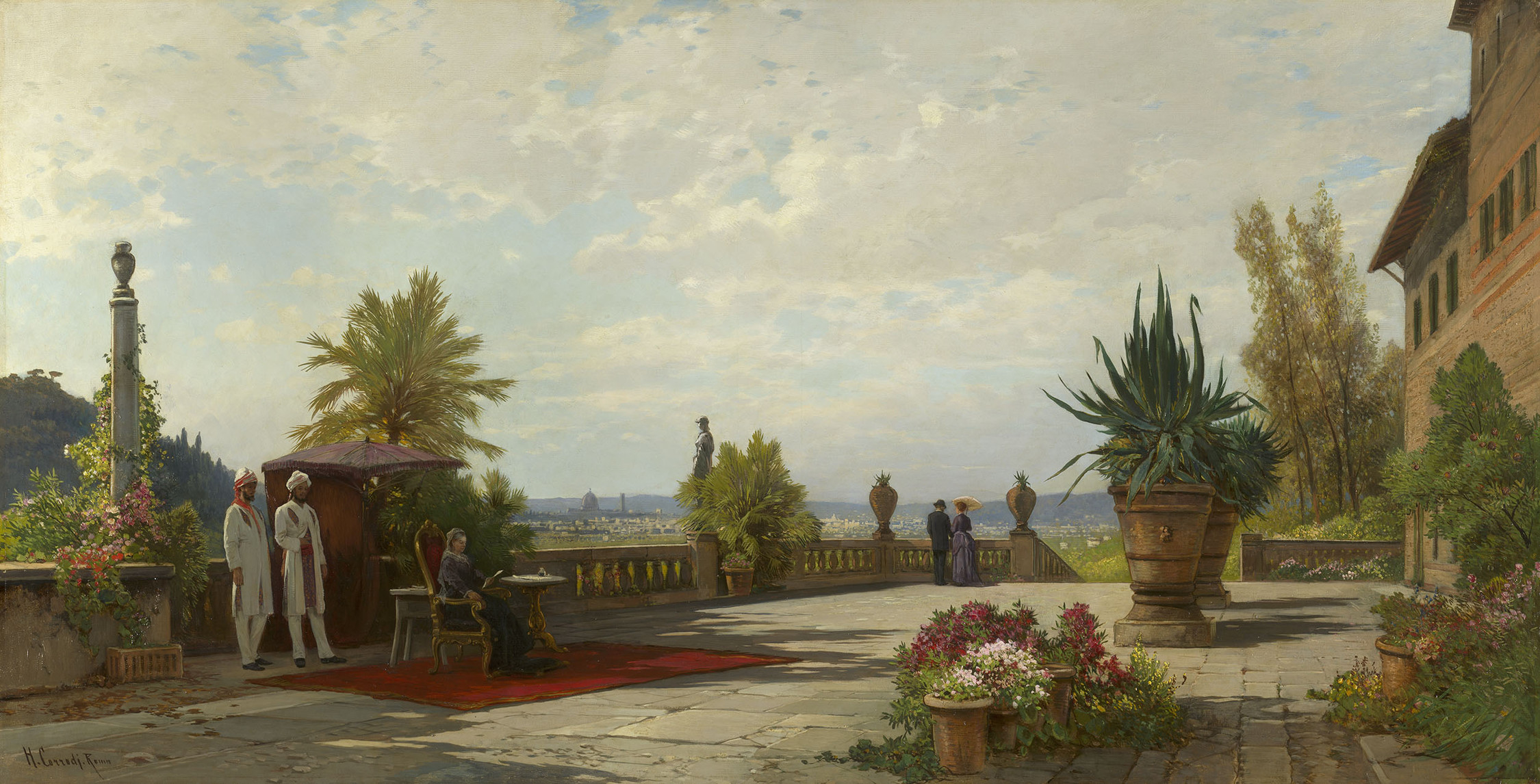
Королева Виктория на террасе Вилла Палмьери[англ.]
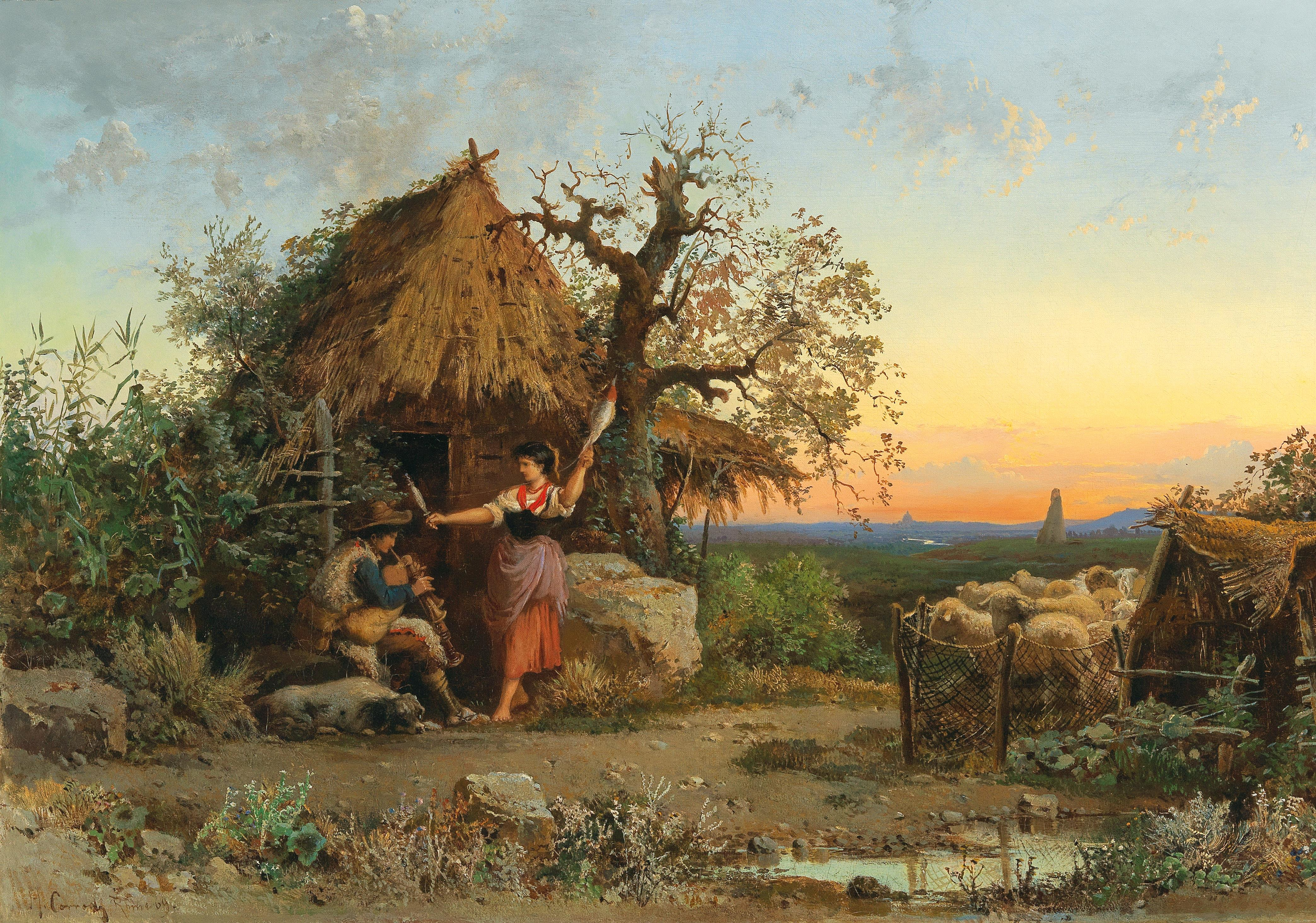
Пастух, играющий на дудке в окрестностях Рима
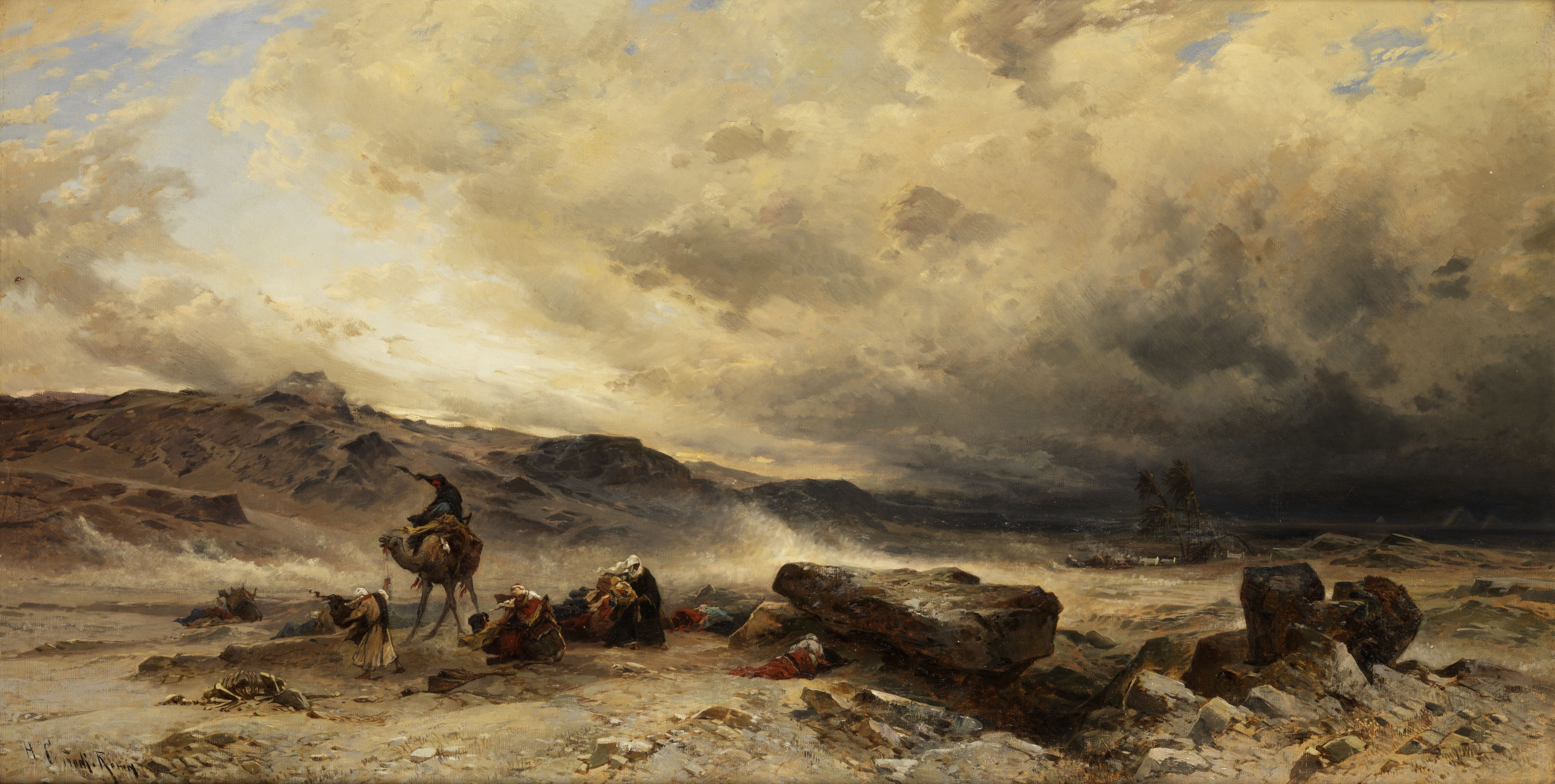
Караван в песчаной буре
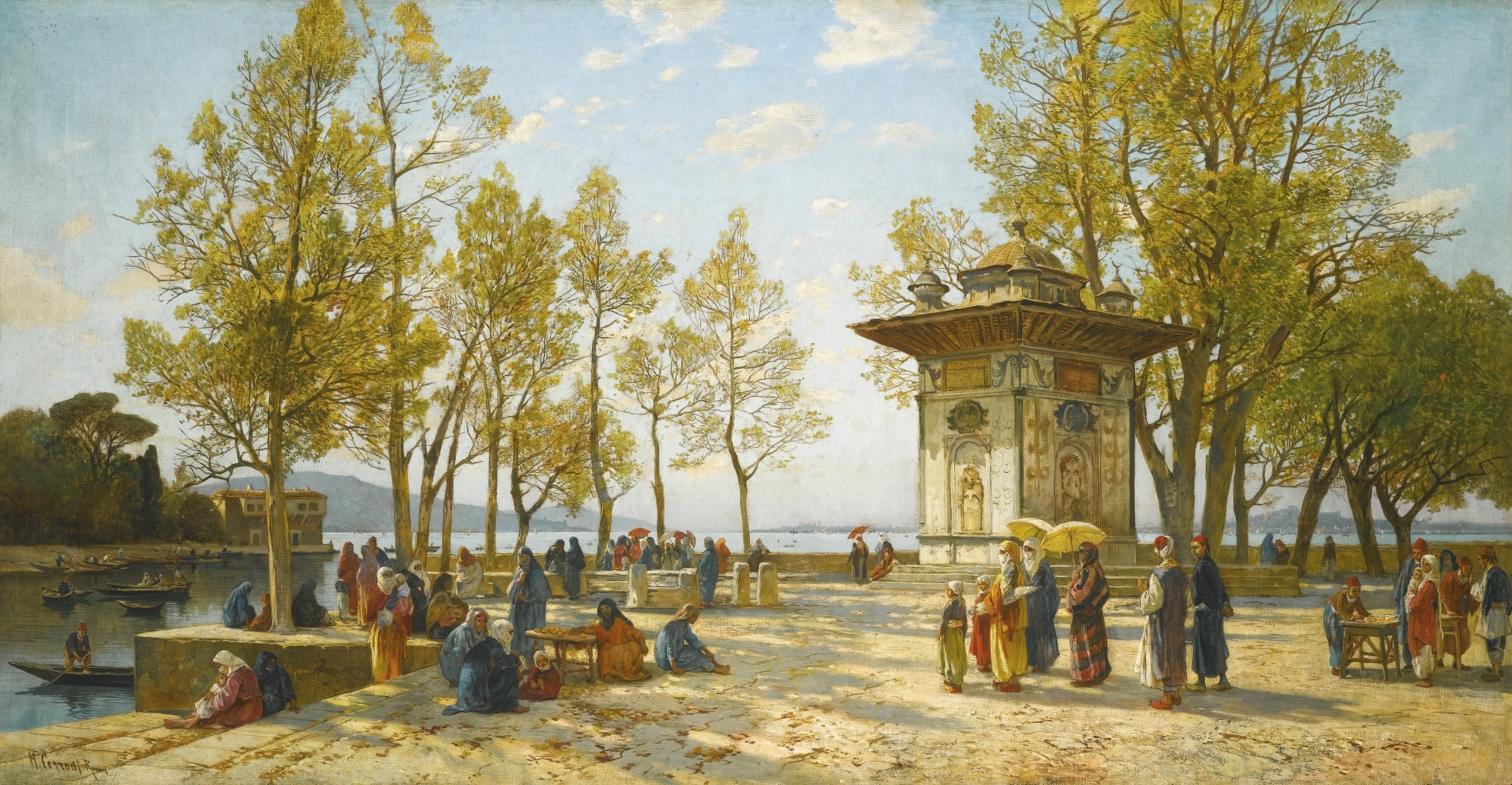
Фонтан пресной воды на Босфоре.